# David Alexis
Œuvres principales
Le Bal des vampires
La Légende du roi Arthur
Priscilla, folle du désert, la comédie musicale
Molière, l'opéra urbain
Les Misérables
David Alexis, né le 1er février 1973 à Cherbourg, est un comédien, chanteur et metteur en scène français,.

## Biographie

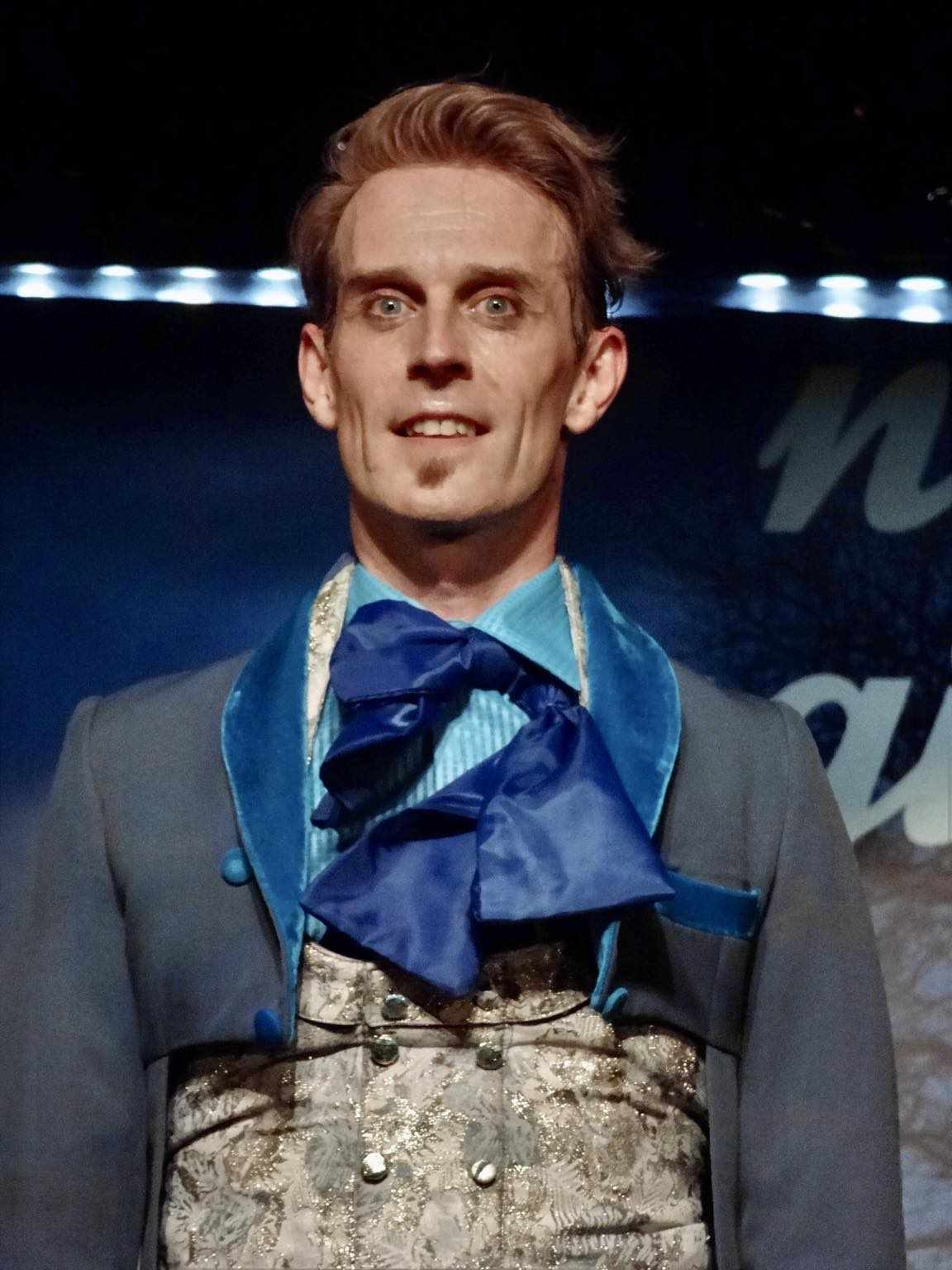
David Alexis dans Les Faux British en 2021

Né à Cherbourg, David Alexis commence sa carrière d'artiste en se produisant dans des spectacles de rue mêlant l'art du mime et de l'acrobatie. Il se forme et se perfectionne au gré de stages, rencontres et ateliers professionnels (Compagnie Philippe Genty, Le cirque Plume, Les Plasticiens Volants), et à l’EACS (École des arts chinois du spectacle).
Il poursuit en parallèle une formation d’acteur à l'Académie de Caen auprès de Jeanne Champagne, Philippe Duclos, mais aussi avec Pascal Luneau au Studia Pygmalion, et aux Ateliers de L’Ouest chez Steve Kalfa, et rajoute d’autres cordes à son arc : chant, danse, piano, claquettes (avec entre autres Daniele Dinant, Amy Lavietes, Victor Cuno).
Souhaitant diversifier son art, David Alexis se forme également à l'École des arts du cirque chinois du spectacle et à l'École nationale supérieure des arts de la marionnette à Charleville-Mézières,.
Tour à tour comédien et metteur en scène,, il joue au théâtre notamment dans Le Barbier de Séville, En attendant Godot et Corps Etrangers de Lisa Guedy. Il joue aussi, pour Alain Sachs (théâtre), La vie parisienne, Tout Offenbach ou presque, et tourne entre autres pour Yamina Benguigui, Christian Faure, et Nicolas Herd (avec notamment Thierry Neuvic, Emmanuelle Devos).
Il est à l'affiche des comédies musicales,, Cabaret de Sam Mendès, Le festin des monstres, Dothy et le magicien d'Oz, Je t'aime tu es parfait... Change !!!, et Avenue Q.
David Alexis interprète le rôle du Professeur Abronsius dans Le bal des vampires mis en scène par Roman Polanski au théâtre Mogador, puis celui de Merlin au Palais des Congrès, dans La Légende du roi Arthur de Dove Attia mis en scène par Giuliano Peparini. 
Il incarne le rôle de Fagin dans Oliver Twist, mise en scène par Ladislas Chollat, avant d’être à l’affiche au Casino de Paris dans Priscilla, folle du désert, la comédie musicale, dans le rôle de Bernadette.
Il enregistre un duo avec sa marraine artistique Annie Cordy : C'est pour ton bien spécialement pour l'émission Vivement dimanche de Michel Drucker dont il est plusieurs fois l'un des invités.
Parrain officiel de l'ECM de Paris (École de Comédie Musicale), David Alexis est régulièrement sollicité lors de Masters class et conférences.
Nommé aux Trophées de la comédie musicale 2017 pour son rôle dans Priscilla, folle du désert, la comédie musicale, il obtient celui de l'interprète masculin.
En 2018, David est le maître de cérémonie des Trophées de la comédie musicale 2018 et des Gay Games 2018.
En 2019, l'acteur signe la mise en scène du spectacle Sur les bords de la Riviera, au Bal de la rose de Monte-Carlo. Il est également à l'affiche en 2019 du spectacle annuel du Chœur de Pierre au Cirque d'hiver Bouglione, intitulé cette année-là L'Atelier de l'Etrange et de la pièce Les Faux British au théâtre Saint-Georges.
En 2022, David Alexis rejoint la distribution de Les Voyages de Gulliver de Jonathan Swift, librement adapté par Valérie Lesort et Christian Hecq. En 2023, il interprète le rôle de Jean Poquelin dans Molière, l'opéra urbain de Dove Attia dans une mise en scène de Ladislas Chollat au Dôme de Paris puis en 2024 il est Thénardier dans la nouvelle mise en scène de Les Misérables au Théâtre du Châtelet. Il enchaîne avec l'écriture du livret et la mise en scène de Starmusical qui revisite les chansons célèbres des comédies musicales pour 2025[réf. nécessaire].

## Spectacles musicaux

### Acteur

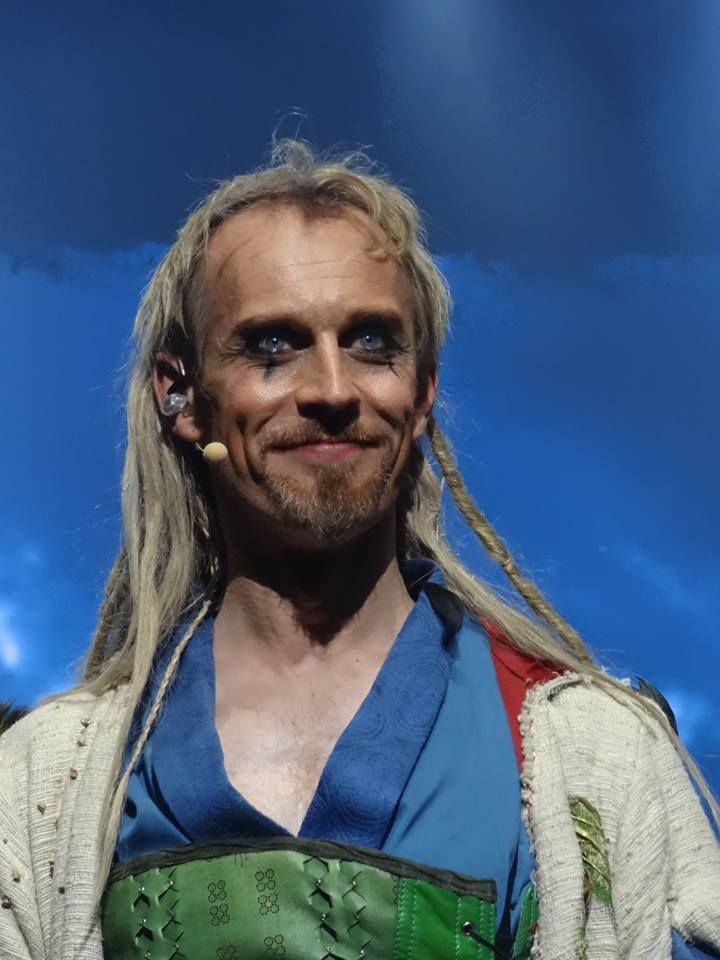
David Alexis dans La Légende du roi Arthur en 2015.

- Trenet cœur-volant d'après Charles Trenet, mise en scène Patrice Vrain-Perrault, théâtre de Charenton[17] : Charles Trenet
- Hôtel des cancans d'après C. Fossemalle, mise en scène M. Giraud et C. Simillion, La Distillerie : Le maharadjah
- Clap, mise en scène Patrice Vrain-Perrault, La Distillerie
- Caussimon d'après Jean-Roger Caussimon et Léo Ferré, mise en scène M. Alban et G. Marais, Théâtre Montansier, Versailles : Le funambule
- Le festin des monstres d'après Michel Frantz et Jean-Pierre Leblanc, mise en scène Vincent Vittoz, Théâtre Déjazet : Dracula
- Le Barbier de Séville de Beaumarchais, mise en scène M. Alban, Paris : Figaro
- 2008-2009 : Cabaret, mise en scène Sam Mendes, Folies Bergère[N 1] : Maître de cérémonie : Emcee
- 2009 : Dothy et le Magicien d'Oz de Dove Attia et Albert Cohen, mise en scène Stéphane Jarny, Grand Rex : L'inventeur et le Magicien d'Oz
- 2010-2012 : Je t'aime tu es parfait...Change!!! de Jo di Pietro, mise en scène Christophe Corriea, Festival d'Avignon, Vingtième Théâtre
- 2010-2012 : La Vie parisienne de Jacques Offenbach, mise en scène Alain Sachs, Théâtre Antoine, tournée, Théâtre de Paris[N 2] : Baron de Gondremark
- 2012 : Avenue Q de Robert Lopez, Jeff Marx et Jeff Whitty, adaptation française de Bruno Gaccio, mise en scène de Dominique Guillo - Bobino : Trekkie Monster et Nicky
- 2013 : Tout Offenbach ou presque, mise en scène Alain Sachs, Théâtre de Paris, tournée : Hector, le notaire
- 2014-2015 : Le Bal des vampires de Jim Steinman et Michael Kunze, adaptation française de Nicolas Nebot et Ludovic-Alexandre Vidal, mise en scène Roman Polanski, Théâtre Mogador[N 3] : Professeur Abronsius
- 2015-2016 : La Légende du roi Arthur de Dove Attia, mise en scène Giuliano Peparini (it), Palais des congrès de Paris, tournée : Merlin
- 2016 : Oliver Twist, le musical de Shay Alon et Christopher Delarue, mise en scène Ladislas Chollat, Salle Gaveau[N 4] : Fagin
- 2017 : Guillaume Tell, la nation en héritage de Stéphane Métro - Folies Bergère : Hermann Gessler
- 2017-2018 : Priscilla, folle du désert, la comédie musicale, mise en scène Philippe Hersen - Casino de Paris, tournée : Bernadette
- 2019 : L'Atelier de l'étrange de Pierre Babolat, mise en scène Alexis Meriaux - Cirque d'hiver Bouglione : Lucien Salicorne, maître de cérémonie
- 2022 : Casse-Noisette d'après Alexandre Dumas - Zénith de Lille : Roi des Ecureuils
- 2023-2024 : Molière, l'opéra urbain de Dove Attia, mise en scène Ladislas Chollat - Dôme de Paris, tournée : Jean Poquelin (père de Molière), Philippe d'Orléans (Monsieur) et le Duc d’Épernon
- 2024-2025 : Les Misérables, Les Misérables de Claude-Michel Schönberg, Alain Boublil et Jean-Marc Natel d'après Victor Hugo, mise en scène Ladislas Chollat, Théâtre du Châtelet : Thénardier
- 2025 : Starmusical, livret et mise en scène David Alexis et Claude Cyndecki, Folies Bergère, tournée

### Metteur en scène
- 2019 : Sur les bords de la Riviera, spectacle du Bal de la rose - Monte-Carlo[14]
- 2022 : Même jour même heure, spectacle d'AscenDanse Production et mise en scène de David Alexis, Théâtre Le Baladin, Savièse, Suisse
- 2025 : Starmusical, livret David Alexis et co mis en scène avec Claude Cyndecki, Folies Bergère, tournée

## Théâtre

### Comédien
- Corps étranger d'après Oscar Wilde et Lewis Carroll, mise en scène Lisa Guedy, Théâtre Clavel et Vingtième Théâtre : Oscar Wilde
- L'Atelier de Jean-Claude Grumberg, mise en scène Jeanne Champagne : Léon
- Tailleur pour damise en scène de Georges Feydeau, mise en scène Luce : Moulineau
- Nina c'est autre chose de Michel Vinaver, mise en scène Jeanne Champagne : Sébastien
- 2019-2021 : Les Faux British de Henry Lewis, Jonathan Sayer et Henry Shields, mise en scène Gwen Aduh - Théâtre Saint-Georges : Thomas Colleymore
- 2022 : Les Voyages de Gulliver de Jonathan Swift, librement adapté par Valérie Lesort, mise en scène Christian Hecq et Valérie Lesort, Théâtre de l'Athénée Louis-Jouvet, tournée

### Metteur en scène
- 2008 : Les Frères Toques, Théâtre de Boissy
- 2009 : Made in patchwork, Théâtre du Tambour Royal
- 2012-2013 : Je t'aime tu es parfait...Change!!! de Jo di Pietro et Jimmy Roberts, co-mis en scène avec Tadrina Hocking, Vingtième Théâtre

## Filmographie
- 2011 : Aïcha de Yamina Benguigui, téléfilm : Le vendeur de voile d'Aïcha
- 2011 : Le Monde à ses pieds de Christian Faure, téléfilm : Ali
- 2014 : Ligne de mire de Nicolas Herdt, téléfilm : Fabrice Fauconnier
- 2014 : La Loi, le combat d'une femme pour toutes les femmise en scène de Christian Faure, téléfilm : Jacques des Provies
- 2016 : C'est pas la bonne..., web-série de et avec David Alexis et Yamin Dib, réalisée par Julien Lamassonne
- 2019 : A Musée vous, A Musée moi, saison 2 : Edward Hopper
- 2021 : Fais pas ta RH, web-série de Christophe Botti

## Distinctions

### Récompense
- Les Trophées de la Comédie Musicale 2017 : Trophée de la comédie musicale de l'artiste interprète masculin pour Priscilla, folle du désert, la comédie musicale[18]

### Nomination
- NRJ Music Awards 2015 : Groupe / duo / troupe / collectif francophone de l'année pour La Légende du roi Arthur